# Hubert Lemaire
Pour les articles homonymes, voir Lemaire.
Hubert Lemaire est un homme politique français né le 18 octobre 1750 à Cheminot (Trois-Évêchés) et décédé le 19 août 1825 à Metz (Moselle).

## Biographie
Clerc de procureur à Metz, il devient procureur en 1777, puis avocat lors de la Révolution. Il est élu député de la Moselle au Conseil des Cinq-Cents le 24 vendémiaire an IV. Il est déchu de son mandat après le coup d’État du 18 fructidor an V. Il est ensuite secrétaire de la mairie de Metz, puis juge au tribunal civil de Metz et commissaire près ce tribunal en 1800.

## Sources
- Ressource relative à la vie publique :   - Base Sycomore
- « Hubert Lemaire », dans Adolphe Robert et Gaston Cougny, Dictionnaire des parlementaires français, Edgar Bourloton, 1889-1891 [détail de l’édition]